# The Hindoo Dagger
«Индусский кинжал» (англ. The Hindoo Dagger) — американский короткометражный драматический фильм Дэвида Уорка Гриффита.

## Сюжет
Джек Уиндом становится владельцем индусского кинжала и вешает его на стену. Спустя некоторое время Джек стал замечать в своей жене некоторое хладнокровие, а позже и вовсе застал её в компании с любовником. Он тут же схватил кинжал и прогнал его из дома, после чего бросился в ванную за своей женой...

## В ролях
| Актёр            | Роль            |
| ---------------- | --------------- |
| Гарри Солтер     | Джек Уиндом     |
| Мэрион Леонард   | женщина         |
| Артур В. Джонсон | Том             |
| Роберт Херрон    |                 |
| Джон Р. Кампсон  | доктор          |
| Джордж Гебхардт  | второй любовник |